# Стефан (Негребецький)
Митрополит Стефан (в миру Олександр Сергійович Негребецький; 14 квітня 1942, Київ) — архієрей ряду православних церковних юрисдикцій, що не мають офіційного визнання з боку світового православ'я (альтернативне або міноритарне православ'я). З 23 грудня 2015 — предстоятель Апостольської Православної Церкви в Україні, в межах цієї юрисдикції має титул Митрополита Київського та всієї України.

## Біографія
В радянські часи належав до Російської Православної Церкви Московського Патріархату в якій прийняв чернецтво з іменем Стефан. Після створення Української Православної Церкви Київського Патріархату приєднався до її духовенства.
В 1998—2005 перебував на посаді ігумена Свято-Миколаївського чоловічого монастиря Київської єпархії УПЦ КП. Під його керівництвом було облаштовано монастирську пасіку, свиноферму, фруктовий сад. Як клірик Київської єпархії УПЦ КП ігумен Стефан підпорядковувався безпосередньо її правлячому єпископові — патріарху Філарету. 
В 2005 ігумен Стефан залишив УПЦ КП та приєднався до духовенства Автономної Української Православної Церкви в Америці. 30 серпня 2005 був хіротонізований на єпископа Вінницького цієї церкви. Після фактичного саморозпаду ієрархії АУПЦА в Україні єпископ Стефан долучається до духовенства російської Апостольської Православної Церкви під омофором митрополита Віталія (Кужеватова).
Єпископ Стефан брав активну участь в подіях Революції гідності та входив до Духовної ради Майдану.
На соборі 12-13 березня 2014 року прийнятий до щойно створеної Української Автономної Православної Церкви (УАвтПЦ, прийняла назву "автономної" прагнучи увійти до складу Міланського Синоду), яка об'єднала українські єпархії російської Істинно-Православної Церкви під омофором митрополита Московського Рафаїла (Мотовилова), що відмовилися надалі підпорядковуватися московському центру. 
В новій юрисдикції Стефана (Негребецького) було наділено титулом архієпископа Богуславського з покладенням на нього обов'язків вікарія Никодима (Стешенка) — новообраного митрополита Київського і Галицького УАвтПЦ. Також архієпископ Стефан був формально призначений на посаду голови місіонерського відділу УАвтПЦ.
23 грудня 2015 року ієрархи ряду українських малочисельних православних юрисдикцій провели "об'єднавчий собор церков апостольської традиції" і створили автокефальну Апостольську Православну Церкву в Україні. Предстоятелем церкви з титулом митрополита Київського і Богуславського було обрано Стефана (Негребецького).